# Écorpain
Ecorpain – miejscowość i gmina we Francji, w regionie Kraj Loary, w departamencie Sarthe.
Według danych na rok 1990 gminę zamieszkiwało 315 osób, a gęstość zaludnienia wynosiła 15 osób/km² (wśród 1504 gmin Kraju Loary Ecorpain plasuje się na 974. miejscu pod względem liczby ludności, natomiast pod względem powierzchni na miejscu 521.).